# Misión San Diego de Alcalá

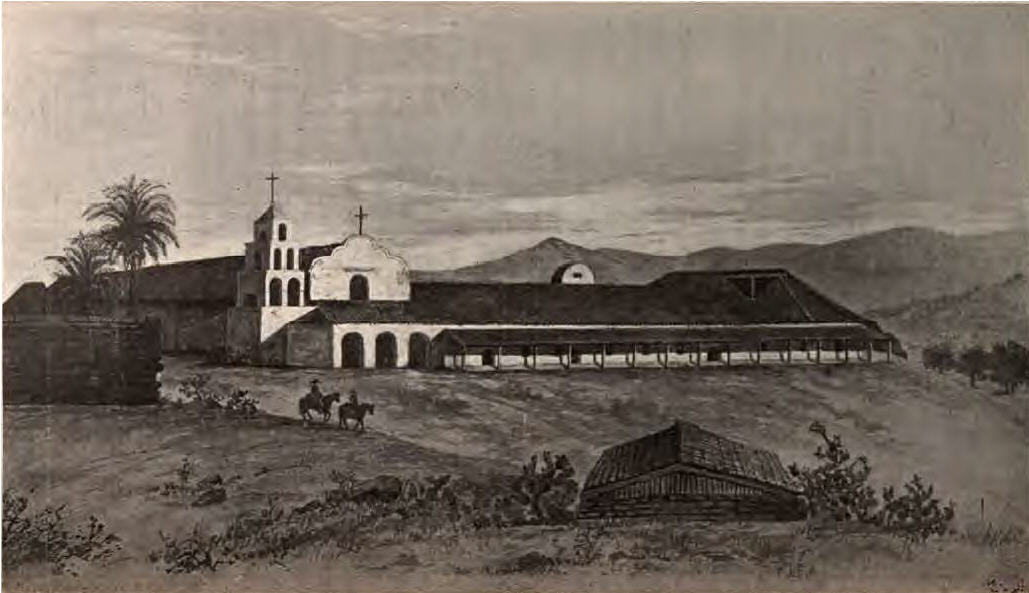
La misión a mediados del.

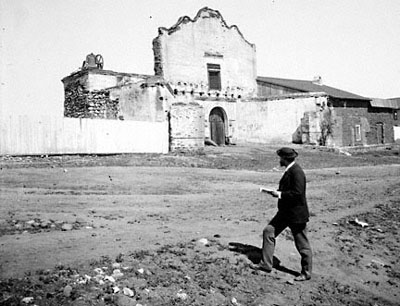
San Diego de Alcalá circa 1900.

La misión San Diego de Alcalá, ubicada en San Diego (California), fue la primera misión franciscana establecida en la región española de la Alta California en Nueva España. Fue fundada en 1769 por el fraile Junípero Serra en la zona entonces habitada por amerindios kumeyaay. La misión y los territorios del lado recibieron el nombre del español san Didacus, más conocido por su nombre castellanizado de san Diego. Es considerada un Hito Histórico Nacional de Estados Unidos.

## Historia
En 1542 el explorador Juan Rodríguez Cabrillo llegó a la actual bahía de San Diego, California, a la que bautizó como "bahía de San Miguel",  aunque en 1607 Sebastián Vizcaíno la renombraría en honor a san Diego de Alcalá. En 1768, y debido a la presencia de cazadores rusos de focas en la zona, la corona española decidió emprender la colonización en esa región; por lo que cinco expediciones fueron organizadas bajo la apariencia de una misión religiosa. La empresa fue encomendada a los frailes franciscanos encabezados por Junípero Serra quien era acompañado por el militar Gaspar de Portolá. 
Serra arribó el 29 de junio de 1769, y el día 16 de julio fundaba la misión San Diego. Dicho establecimiento no prosperó por las duras condiciones del lugar y el asedio de los nativos, quienes atacaron el sitio en el mes de agosto, debido, probablemente, a que una enfermedad les estaba mermando y temían una propagación. En diciembre de 1774, la misión se trasladó unos 9 km al este cerca del río San Diego, por petición del fraile Lluís Jaume Vallespir y fue renombrada Nuestra Señora del Pilar. A pesar de que el religioso lograría fraternizar con los nativos, estos terminaron destruyendo el asentamiento el 4 de noviembre de 1775. Algunos residentes resultaron masacrados, entre ellos Lluís Jaume Vallespir, por lo que se le considera el primer mártir católico en California.
Junípero Serra regresó al sitio para reconstruir la misión, la cual fue erigida como una fortificación militar, siendo consagrada el 16 de octubre de 1776. A pesar de los numerosos contratiempos por la aridez del territorio, para 1797 el establecimiento comenzó a rendir buenas cosechas y una notable crianza de animales, pues llegó a contar 20.000 ovejas, 10.000 cabezas de ganado y 1.250 caballos. La expansión de la doctrina cristiana entre los lugareños fue notable, y también se inició un proyecto de irrigación que fue el primero en la costa oeste de los Estados Unidos. Sin embargo, la misión resultó destruida por un terremoto en 1803, aunque sería reconstruida y terminada en 1813. Otro hecho reseñable fue el presunto envenenamiento en 1812 de fray Pedro Panto a manos de su cocinero el indio Nazario.
Después de la independencia de México, y debido a un decreto de secularización en 1834, el inmueble fue transferido a Santiago Arguello en 1846. Sin embargo, el año siguiente y tras caer el territorio bajo el dominio estadounidense, la misión sería ocupada por militares y posteriormente quedó abandonada. El gobierno estadounidense  retornó el templo a la Iglesia católica en 1862. Para 1894, las hermanas de San José Carondolet ocuparon las instalaciones y establecieron una escuela. Finalmente, en 1831 San Diego de Alcalá fue reconstruida de manera similar al templo de principios del siglo XIX. 
El santuario fue elevado a parroquia en 1941, y en 1976 el papa Pablo VI la declaró basílica menor.